# Kingdom Hearts: 358/2 Days
Kingdom Hearts: 358/2 Days (prononcé en anglais "Kingdom Hearts : Three Five Eight Days Over Two") est un jeu vidéo d'action-RPG développé par h.a.n.d. et édité par Square Enix et Buena Vista Games sur Nintendo DS. Il est sorti le 30 mai 2009 au Japon, le 29 septembre aux États-Unis, et le 9 octobre en Europe. Il appartient à la série Kingdom Hearts.
Cet épisode se situe entre Kingdom Hearts: Chain of Memories et Kingdom Hearts 2. Tout comme dans les épisodes qui l'ont précédé, on retrouve les personnages franchisés des deux sociétés, Square Enix et Disney. Il s'agit d'un épisode commençant à la naissance de Roxas jusqu'à son combat contre Riku, pendant que Sora, Donald et Dingo sont endormis après les évènements de Chain of Memories.
Il est possible d'incarner les 13 membres de l'Organisation XIII, ainsi que Sora, Mickey, Donald, Dingo, Xion, 14e membre de l'Organisation XIII et Riku, pour un total de 19 personnages jouables, dans des missions diverses et variées pour le compte de l'Organisation XIII.

## Synopsis
Roxas, le Simili de Sora, n'a aucun souvenir, il ne sait ni ce qu'il est ni où il doit aller. Un homme vêtu d'un manteau noir se présente alors à lui, lui donne son nom et le fait entrer dans l'Organisation XIII. Il fera la rencontre des autres membres de ce groupe, notamment d'Axel et d'une mystérieuse personne débutant également dans l'organisation du nom de Xion.

## Système de jeu
Cet épisode sur portable ne se sert pratiquement pas du stylet, ce dernier ne servant qu'à orienter la caméra (pas obligatoire). Le jeu est assez énergique et reprend bien les bases de ses aînés sur console de salon, si ce n'est le système des panneaux. En effet, après chaque mission, le joueur débloque une « case libre » qu'il peut remplir par un sort, un objet, des armes ou encore une case le faisant monter de niveau.
Le jeu est découpé en différents jours, durant lesquelles Roxas doit accomplir des missions pour l'Organisation. Durant celles-ci, une jauge se remplit au fur et à mesure que le joueur atteint son objectif. Il arrive que le joueur puisse RÀC (« Rentrer À la Citadelle ») avant même que l'objectif soit atteint à 100 % ; si le joueur réussit à remplir entièrement sa jauge, il recevra des objets bonus. À son retour, des primes ainsi que les différents objets ramassés par Roxas lui sont attribués.
Tout comme les précédents volets de la série, le jeu est un action-RPG.

## Mondes
Les missions se déroulent dans plusieurs mondes :
- Cité de Crépuscule
- Colisée de l'Olympe (Hercule)
- Pays des Merveilles (Alice au pays des Merveilles)
- Agrabah (Aladdin)
- Château de la Bête (La Belle et la Bête)
- Pays Imaginaire (Peter Pan)
- Illusiocitadelle
- La ville d'Halloween (L'Étrange Noël de Monsieur Jack)

## Critiques

### Ventes
| Europe     | 0,21 million |
| Japon      | 0,53 million |
| États-Unis | 0,75 million |
| Monde      | 1,49 million |